# 이종학 (1361년)
이종학(李種學, 1361년 ~ 1392년 9월 10일(음력 8월 23일))은 고려 말기의 문신(文臣)이다. 본관은 한산(韓山)이며, 이색의 아들이다. 자(字)는 중문(仲文), 호(號)는 인재(麟齋)이다.

## 생애
1374년(고려 공민왕 23년) 성균시에 합격하고, 1376년(우왕 2) 문과에 동진사(同進士)로 급제하여 밀직사지신사(密直司知申事), 첨서밀직사사(簽書密直司事) 등을 지냈다.
1389년(창왕 1) 동지공거(同知貢擧)가 되었다. 공양왕이 즉위 후 아버지인 이색이 탄핵을 받자 유배되었다.
1392년 고려가 멸망된 후 장사현(長沙縣: 오늘날 전북특별자치도 고창군 무장면)으로 이배되는 도중 정도전(鄭道傳)의 사주를 받은 손흥종(孫興宗)에게 무촌역(茂村驛: 오늘날 경상남도 거창군)에서 살해당했다.

## 가족
이색(李穡)의 아들이고 박상충(朴尙衷)의 처조카이며 박은(朴訔)의 외사촌 형이다.

## 저서
- 《인재유고(麟齋遺稿)》